# Lipník nad Bečvou
Lipník nad Bečvou är en stad i Tjeckien.   Den ligger i distriktet Okres Přerov och regionen Olomouc, i den östra delen av landet, 240 km öster om huvudstaden Prag. Lipník nad Bečvou ligger 248 meter över havet och antalet invånare är 8 369.
Terrängen runt Lipník nad Bečvou är platt åt sydväst, men åt nordost är den kuperad. Runt Lipník nad Bečvou är det ganska tätbefolkat, med 124 invånare per kvadratkilometer. Närmaste större samhälle är Přerov, 12,6 km sydväst om Lipník nad Bečvou. Trakten runt Lipník nad Bečvou består till största delen av jordbruksmark.